# Adam Grant
Adam M. Grant (geboren am 13. August 1981) ist ein US-amerikanischer Autor, Psychologe und Professor an der Wharton School of the University of Pennsylvania mit einem Schwerpunkt auf Organisationspsychologie.

## Leben
Adam Grant wurde in West Bloomfield im Bundesstaat Michigan als Sohn eines Rechtsanwalts und einer Lehrerin geboren. Er absolvierte seinen Bachelor am Harvard College und seinen Master und Ph.D. an der University of Michigan im Bereich Organisationspsychologie.
Mit 28 Jahren wurde er im Jahr 2009 als Associate Professor an der Wharton School of the University of Pennsylvania berufen.
Grant ist Autor mehrerer Bestseller und betreibt einen eigenen Newsletter mit über 100.000 Abonnenten.

## Bücher
- Give and Take: A Revolutionary Approach to Success, 2013. (deutsch: Geben und Nehmen: Warum Egoisten nicht immer gewinnen und hilfsbereite Menschen weiterkommen. Droemer, 2016, ISBN 978-3-426-30116-6)
- Originals: How Non-Conformists Move the World. 2016. (deutsch: Nonkonformisten: Warum Originalität die Welt bewegt. Droemer, 2016, ISBN 978-3-426-27666-2)
- Option B: Facing Adversity, Building Resilience, and Finding Joy. Mit Sheryl Sandberg, 2017. (deutsch: Option B. Ullstein, 2018, ISBN 978-3-548-37767-4)
- Think Again: The Power of Knowing What You Don't Know. 2021. (deutsch: Think again – Die Kraft des flexiblen Denkens. Piper Verlag, 2021, ISBN 978-3-492-07135-2)

- Hidden Potential: The Science of Achieving Greater Things. 2023.